# Hiletinae
Hiletinae (лат.) — подсемейство жужелиц. Обладают разорванным ареалом, что говорит о древности этой группы. Встречаются в Южной Америке, тропической Африке, на Мадагаскаре и Юго-восточной Азии.

## Классификация
Два рода:
- Eucamaragnathus (около 15 видов) Jeannel, 1938[3]
- Hiletus (около 6 видов) Schiodte, 1847
  - Hiletus fossulatus Jeannel, 1938
  - Hiletus jeanneli Negre, 1966
  - Hiletus katanganus Basilewsky, 1948
  - Hiletus nimba Erwin & Stork, 1985
  - Hiletus versutus Schiodte, 1847
  - Hiletus alluaudi Jeannel, 1938

- Eucamaragnathus batesii

## Заметки
1. ↑  CARABIDAE of the world Архивировано 28 сентября 2011 года.
2. ↑  Крыжановский О. Л. Жуки подотряда Adephaga. Семейства Rhysodidae, Trachypachydae; семейство Carabidae (вводная часть и обзор фауны СССР) // Фауна СССР. Насекомые жесткокрылые. — Л.: Наука, 1983. — Т. 1, вып. 2. — С. 129. — 341 с. — (Новая серия № 128).
3. ↑  Tree of Life web project. Дата обращения: 7 октября 2009. Архивировано 13 марта 2016 года.